# La Liga de 1956–57
A La Liga de 1956–57 foi a 26º edição da Primeira Divisão da Espanha de futebol. Com 16 participantes, o campeão foi o Real Madrid.

## Classificação final
| Pos | Equipe                 | J  | V  | E | D  | GM | GS | SG  | Pts |
| --- | ---------------------- | -- | -- | - | -- | -- | -- | --- | --- |
| 1   | Real Madrid CF         | 30 | 20 | 4 | 6  | 74 | 35 | 39  | 44  |
| 2   | Sevilla CF             | 30 | 17 | 5 | 8  | 64 | 49 | 15  | 39  |
| 3   | CF Barcelona           | 30 | 16 | 7 | 7  | 70 | 37 | 33  | 39  |
| 4   | Atlético de Bilbao     | 30 | 15 | 7 | 8  | 59 | 45 | 14  | 37  |
| 5   | Atlético de Madrid     | 30 | 15 | 4 | 11 | 65 | 45 | 20  | 34  |
| 6   | CA Osasuna             | 30 | 12 | 7 | 11 | 40 | 38 | 2   | 31  |
| 7   | RCD Español            | 30 | 11 | 8 | 11 | 39 | 48 | -9  | 30  |
| 8   | Real Valladolid        | 30 | 11 | 6 | 13 | 52 | 58 | -6  | 28  |
| 9   | Real Zaragoza          | 30 | 11 | 6 | 13 | 37 | 51 | -14 | 28  |
| 10  | UD Las Palmas          | 30 | 9  | 9 | 12 | 41 | 58 | -17 | 27  |
| 11  | Valencia CF            | 30 | 10 | 7 | 13 | 43 | 46 | -3  | 27  |
| 12  | Real Sociedad          | 30 | 9  | 8 | 13 | 39 | 47 | -8  | 26  |
| 13  | Celta de Vigo          | 30 | 8  | 7 | 15 | 39 | 47 | -8  | 23  |
| 14  | Real Jaén              | 30 | 9  | 5 | 16 | 37 | 55 | -18 | 23  |
| 15  | Deportivo de La Coruña | 30 | 10 | 2 | 18 | 41 | 61 | -20 | 22  |
| 16  | CD Condal              | 30 | 7  | 8 | 15 | 37 | 57 | -20 | 22  |

|  | Classificado para a Liga dos Campeões da UEFA |
|  | Descenso a Segunda División                   |